# Ignasi Miquel
Ignasi Miquel Pons (Corbera de Llobregat, Barcelona, Cataluña, 28 de septiembre de 1992), conocido deportivamente como Miquel, es un futbolista español que juega como defensa en el C. D. Leganés de la Segunda División de España.

## Trayectoria
Comenzó su carrera deportiva en el R. C. D. Espanyol, pasando posteriormente al F. C. Barcelona y cinco años más tarde a la Unió Esportiva Cornellà.

### Arsenal e Inglaterra
Debutó en partido oficial con el primer equipo del Arsenal F. C., el 20 de febrero de 2011, en partido de FA Cup ante el Leyton Orient F. C. El 6 de diciembre de 2011 debutó en la Liga de Campeones de la UEFA ante el Olympiacos F. C.
La temporada 2013-14 fue cedido al Leicester City F. C., con el que disputó siete partidos. Para la temporada siguiente, la 2014-15, rescindió su contrato con el Arsenal F. C. y fichó por el Norwich City F. C.

### España
En julio de 2015, y tras no disputar ningún encuentro con el conjunto de Norfolk, rescindió con el Norwich City F. C. para firmar por dos temporadas con la S. D. Ponferradina de la Segunda División. En el conjunto berciano se hizo con la titularidad en el centro de la zaga. En julio de 2016 el C. D. Lugo llegó a un acuerdo por dos temporadas con el jugador.
El 7 de diciembre de 2017 se anunció que el Málaga Club de Fútbol, entonces equipo de la Primera División, se hacía con sus derechos para suplir la lesión de larga duración de Juankar. El club malagueño pagó un total de 350 000 € al C. D. Lugo para hacerse con sus servicios.
El 4 de agosto de 2018 se hizo oficial su fichaje por el Getafe C. F. para las siguientes cinco temporadas. El club madrileño pagó unos tres millones y medio de euros. En la primera temporada disputó diez partidos en el conjunto azulón. El 13 de agosto de 2019 se hizo oficial su cesión al Girona F. C. El 16 de septiembre de 2020 fue el Club Deportivo Leganés quien logró su cesión. El 31 de agosto de 2021 acumuló una nueva cesión, esta vez a la S. D. Huesca.
Después de estas tres cesiones se desvinculó del conjunto getafense y el 26 de julio de 2022 firmó por tres años con el Granada C. F. En el primero de ellos ayudó al equipo a conseguir el ascenso a la Primera División. En esta categoría le marcó un gol al F. C. Barcelona 11 de febrero de 2024 en un partido que finalizó en empate a tres.
El 30 de enero de 2025 llegó a un acuerdo con la entidad nazarí su desvinculación. Dos días después se unió al Levante U. D. para lo que quedaba de temporada con opción a una más. Con este equipo consiguió un nuevo ascenso a Primera División y en el mes de julio regresó al C. D. Leganés.

## Selección nacional
Internacional con las categorías inferiores de la selección española desde 2008, ha disputado 2 partidos con la selección sub-17, 9 con la selección sub-19, con la que se proclamó campeón de Europa en 2011 y un encuentro con la selección sub-21.

## Estadísticas

### Clubes
Actualizado al último partido disputado el 2 de noviembre de 2024.
| Club                            | Div.          | Temporada     | Liga  | Liga  | Copas nacionales | Copas nacionales | Copas internacionales | Copas internacionales | Total | Total |
| Club                            | Div.          | Temporada     | Part. | Goles | Part.            | Goles            | Part.                 | Goles                 | Part. | Goles |
| ------------------------------- | ------------- | ------------- | ----- | ----- | ---------------- | ---------------- | --------------------- | --------------------- | ----- | ----- |
| Arsenal F. C. Inglaterra        | 1.ª           | 2010-11       | 0     | 0     | 2                | 0                | 0                     | 0                     | 2     | 0     |
| Arsenal F. C. Inglaterra        | 1.ª           | 2011-12       | 4     | 0     | 4                | 0                | 1                     | 0                     | 9     | 0     |
| Arsenal F. C. Inglaterra        | 1.ª           | 2012-13       | 1     | 0     | 2                | 1                | 0                     | 0                     | 3     | 1     |
| Arsenal F. C. Inglaterra        | Total club    | Total club    | 5     | 0     | 8                | 1                | 1                     | 0                     | 14    | 1     |
| Leicester City F. C. Inglaterra | 2.ª           | 2013-14       | 7     | 0     | 5                | 1                | ―                     | ―                     | 12    | 1     |
| Leicester City F. C. Inglaterra | Total club    | Total club    | 7     | 0     | 5                | 1                | 0                     | 0                     | 12    | 1     |
| Norwich City F. C. Inglaterra   | 2.ª           | 2014-15       | 0     | 0     | 2                | 0                | ―                     | ―                     | 2     | 0     |
| Norwich City F. C. Inglaterra   | Total club    | Total club    | 0     | 0     | 2                | 0                | 0                     | 0                     | 2     | 0     |
| S. D. Ponferradina · España     | 2.ª           | 2015-16       | 25    | 0     | 2                | 0                | ―                     | ―                     | 27    | 0     |
| S. D. Ponferradina · España     | Total club    | Total club    | 25    | 0     | 2                | 0                | 0                     | 0                     | 27    | 0     |
| C. D. Lugo · España             | 2.ª           | 2016-17       | 33    | 2     | 0                | 0                | ―                     | ―                     | 33    | 2     |
| C. D. Lugo · España             | 2.ª           | 2017-18       | 16    | 1     | 1                | 0                | ―                     | ―                     | 17    | 1     |
| C. D. Lugo · España             | Total club    | Total club    | 49    | 3     | 1                | 0                | 0                     | 0                     | 50    | 3     |
| Málaga C. F. · España           | 1.ª           | 2017-18       | 20    | 0     | ―                | ―                | ―                     | ―                     | 20    | 0     |
| Málaga C. F. · España           | Total club    | Total club    | 20    | 0     | 0                | 0                | 0                     | 0                     | 20    | 0     |
| Getafe C. F. · España           | 1.ª           | 2018-19       | 7     | 0     | 3                | 0                | ―                     | ―                     | 10    | 0     |
| Getafe C. F. · España           | Total club    | Total club    | 7     | 0     | 3                | 0                | 0                     | 0                     | 10    | 0     |
| Girona F. C. · España           | 2.ª           | 2019-20       | 22    | 0     | 2                | 1                | ―                     | ―                     | 24    | 1     |
| Girona F. C. · España           | Total club    | Total club    | 22    | 0     | 2                | 1                | 0                     | 0                     | 24    | 1     |
| C. D. Leganés · España          | 2.ª           | 2020-21       | 21    | 0     | 1                | 0                | ―                     | ―                     | 22    | 0     |
| C. D. Leganés · España          | Total club    | Total club    | 21    | 0     | 1                | 0                | 0                     | 0                     | 22    | 0     |
| S. D. Huesca · España           | 2.ª           | 2021-22       | 34    | 4     | 1                | 0                | ―                     | ―                     | 35    | 4     |
| S. D. Huesca · España           | Total club    | Total club    | 34    | 4     | 1                | 0                | 0                     | 0                     | 35    | 4     |
| Granada C. F. · España          | 2.ª           | 2022-23       | 33    | 0     | 1                | 1                | ―                     | ―                     | 34    | 1     |
| Granada C. F. · España          | 1.ª           | 2023-24       | 34    | 1     | 1                | 0                | —                     | —                     | 34    | 1     |
| Granada C. F. · España          | 2.ª           | 2024-25       | 7     | 0     | 1                | 0                | ―                     | ―                     | 8     | 0     |
| Granada C. F. · España          | Total club    | Total club    | 74    | 1     | 3                | 1                | 0                     | 0                     | 77    | 2     |
| Total carrera                   | Total carrera | Total carrera | 264   | 8     | 28               | 4                | 1                     | 0                     | 293   | 12    |

## Palmarés

### Títulos internacionales
| Título         | Club (*)      | País    | Año  |
| -------------- | ------------- | ------- | ---- |
| Europeo sub-19 | España sub-19 | Rumania | 2011 |

(*) Incluyendo la selección